# Конопка, Герхард
Ге́рхард Коно́пка (нем. Gerhard Konopka; 27 марта 1911, Тирштигель, Бранденбург — 29 января 1997, Дармштадт) — майор резерва Вермахта во время Второй мировой войны. Награждён Рыцарским крестом Железного Креста, а также крайне редким нагрудным знаком «За ближний бой» в золоте (в числе 631 награждённых). После войны попал в плен в США.

## Биография
Герхард Конопка в 23 года вступил в Имперскую службу труда. Здесь трудолюбивый и целеустремленный молодой человек достиг звания оберарбайтсфюрера (эквивалент подполковника).

### Вторая мировая война
В 1940 году призван в вермахт кандидатом в офицеры. После прохождения обучения в 8-м пехотном полку произведен в лейтенанты резерва и назначен командиром взвода. Его взвод принимал участие в боевых действиях в Бельгии и Франции. В 1941 году 3-я пехотная дивизия, где служил Конопка, была преобразована в моторизованную.
Летом 1941 года лейтенант Конопка со своим взводом панцергренадеров участвовал в боях за Динабург, Лугу, Смоленск и Демянск. Награждён Железным крестом 1-го класса. Осенью переведен на центральный участок фронта, где участвовал в боях за Москву. После ранения принял участие в Ржевской битве.
За проявленную храбрость и умелое руководство весной 1942 года переведен командовать штабным саперным взводом в составе элитного полка «Великая Германия». Во время длительных боев на Ржевском выступе Конопка лично минами и ручными гранатами уничтожил два советских танка.
Затем его взвод участвовал в наступлении на Воронеж. Здесь он был дважды ранен.
Полк «Великая Германия» находился на острие главного удара группы войск. Саперы Конопки под прикрытием артиллерии и пулеметов на моторных лодках переправились через Дон в районе Раздорской и заняли плацдарм на восточном берегу реки. Отбив контратаку, взвод под огнём удерживал плацдарм до подхода подкреплений. В декабре 1942 года за этот бой Конопка получил Немецкий крест в золоте. После производства в обер-лейтенанты (01.09.1942) Конопка участвовал в тяжелых зимних боях под Воронежем и северо-западнее Сталинградского котла в качестве командира 5-й роты, где был ранен в четвертый раз.
После ранения, благодаря обширному опыту в уничтожении танков и управлении инженерными группами в ближнем бою, преподавал на курсах по уничтожению танков. Вернулся на Восточный фронт только летом 1943 года.
Оставаясь обер-лейтенантом, Конопка был назначен командовать 2-м батальоном своего полка. В этой должности участвовал в боях за Орёл, где был тяжело ранен. За эти бои награждён Рыцарским крестом.
Незадолго до этого получил нагрудный знак «За ближний бой» в золоте.
Осенью 1943 года, после своего 7-го ранения, вновь вернулся в свой батальон уже в звании капитана, но почти сразу же был опять ранен. На этот раз был признан негодным к строевой службе и переведен преподавателем в пехотную школу.
В марте 1945 года Конопка (к тому времени уже майор) был назначен командиром 1-го гренадерского полка спешно созданной из остатков 251-й пехотной дивизии и частей фольксштурма дивизии «Фридрих Людвиг Ян» и принял участие в боях за Берлин и попытках деблокации Хальбского котла. Успел отвести свой полк за Эльбу, где сдался американцам.

### После войны
После возвращения из плена был частным предпринимателем, позже работал в службе обучения персонала на крупном предприятии до выхода на пенсию. Герхард Конопка умер 29 января 1997 года в Дармштадте.

## Награды и знаки отличия
- Железный крест 2-го класса (18 января 1941), 1-го класса (1 июля 1941)
- Медаль «За зимнюю кампанию на Востоке 1941/42»
- Нагрудный штурмовой пехотный знак
- Нагрудный знак «За ближний бой»в золоте (25 июня 1943)
- Немецкий крест в золоте (9 октября 1942)
- Рыцарский крест Железного креста (29 августа 1943)
- За ранение (нагрудный знак) 1-й, 2-й и 3-й степеней
- 4 нарукавных знака «За уничтоженный танк»